# Liste der Monuments historiques in Saint-Mesmin (Côte-d’Or)
Die Liste der Monuments historiques in Saint-Mesmin führt die Monuments historiques in der französischen Gemeinde Saint-Mesmin auf.

## Liste der Objekte
| Bezeichnung                    | Beschreibung                                                  | Standort                                      | Kennzeichnung | Schutzstatus | Datum | Bild |
| ------------------------------ | ------------------------------------------------------------- | --------------------------------------------- | ------------- | ------------ | ----- | ---- |
| Prozessionskreuz               | Kupfer, versilbert und vergoldet, 16. Jahrhundert             | Fontette, in der Kapelle St-Nicolas (Lage)    | PM21002013    | Classé       | 1974  |      |
| Hauptaltar                     | Altartisch und Retabel; Holz, farbig gefasst, 17. Jahrhundert | Fontette, in der Kapelle St-Nicolas (Lage)    | PM21003491    | Inscrit      | 1973  |      |
| Kruzifix                       | Holz, farbig gefasst, 16. Jahrhundert                         | Fontette, in der Kapelle St-Nicolas (Lage)    | PM21003492    | Inscrit      | 1973  |      |
| Skulptur Heilige Agatha        | Holz, farbig gefasst, 17. Jahrhundert                         | Fontette, in der Kapelle St-Nicolas (Lage)    | PM21003493    | Inscrit      | 1973  |      |
| Skulptur Heiliger Bartholomäus | Stein, farbig gefasst, 18. Jahrhundert                        | Fontette, in der Kapelle St-Nicolas (Lage)    | PM21003494    | Inscrit      | 1973  |      |
| Zwei Kollektenschalen          | Zinn, bezeichnet 1700                                         | Fontette, in der Kapelle St-Nicolas (Lage)    | PM21003495    | Inscrit      | 1973  |      |
| Skulptur eines Bischofs (1)    | Leder, bemalt, 17. Jahrhundert                                | Fontette, in der Kapelle St-Nicolas (Lage)    | PM21003496    | Inscrit      | 1973  |      |
| Skulptur eines Bischofs (2)    | Stein, 16. Jahrhundert                                        | Saint-Mesmin, in der Kirche St-Sulpice (Lage) | PM21003490    | Inscrit      | 1973  |      |
| Glocke (1)                     | Bronze, 1847 gegossen                                         | Saint-Mesmin, in der Kirche St-Sulpice (Lage) | PM21002011    | Classé       | 1943  |      |
| Glocke (2)                     | Bronze, 1878 gegossen                                         | Saint-Mesmin, in der Kirche St-Sulpice (Lage) | PM21002012    | Classé       | 1943  |      |